# Rudná pod Pradědem
Rudná pod Pradědem é uma comuna checa localizada na região de Morávia-Silésia, distrito de Bruntál‎.